# Campeonato Mundial de Snowboard de 2015 - Slopestyle masculino
A prova do slopestyle masculino do Campeonato Mundial de Snowboard de 2015 foi disputado entre 19 e 21 de janeiro  em Kreischberg na Áustria.

## Medalhistas
| Ouro               | Prata               | Bronze          |
| Ryan Stassel (USA) | Roope Tonteri (FIN) | Kyle Mack (USA) |

## Resultados

### Qualificação
A qualificação ocorreu dia 19 de janeiro.  
| Colocação | Bateria | Bib | Nome                  | Nacionalidade  | Descida 1 | Descida 2 | Melhor | Notas |
| --------- | ------- | --- | --------------------- | -------------- | --------- | --------- | ------ | ----- |
| 1         | 1       | 1   | Kyle Mack             | Estados Unidos | 79.33     | 88.66     | 88.66  | QF    |
| 2         | 1       | 3   | Måns Hedberg          | Suécia         | 87.33     | 62.00     | 87.33  | QF    |
| 3         | 1       | 10  | Philipp Kundratitz    | Áustria        | 29.33     | 87.00     | 87.00  | QF    |
| 4         | 1       | 8   | Jonas Bösinger        | Suíça          | 85.66     | 14.33     | 85.66  | QF    |
| 5         | 1       | 23  | Tatsuki Imamura       | Japão          | 26.33     | 85.33     | 85.33  | QS    |
| 6         | 1       | 6   | Darcy Sharpe          | Canadá         | 78.00     | 81.00     | 81.00  | QS    |
| 7         | 1       | 7   | Michael Ciccarelli    | Canadá         | 78.66     | 22.00     | 78.66  | QS    |
| 8         | 1       | 19  | Kevin Kok             | Itália         | 52.66     | 73.33     | 73.33  | QS    |
| 9         | 1       | 25  | Sam Turnbull          | Reino Unido    | 40.66     | 70.33     | 70.33  |       |
| 10        | 1       | 11  | Sebbe de Buck         | Bélgica        | 55.00     | 65.33     | 65.33  |       |
| 11        | 1       | 5   | Petja Piiroinen       | Finlândia      | 62.33     | 24.00     | 62.33  |       |
| 12        | 1       | 2   | Haakon Eilertsen      | Noruega        | 56.66     | 40.66     | 56.66  |       |
| 13        | 1       | 9   | Stian Kleivdal        | Noruega        | 16.33     | 50.66     | 50.66  |       |
| 14        | 1       | 12  | Lucien Koch           | Suíça          | 50.00     | 23.66     | 50.00  |       |
| 15        | 1       | 15  | Nicola Dioli          | Itália         | 6.00      | 47.00     | 47.00  |       |
| 16        | 1       | 16  | Martin Mikyska        | Chéquia        | 46.66     | 32.66     | 46.66  |       |
| 17        | 1       | 20  | Boris Karolcik        | Eslováquia     | 8.00      | 37.33     | 37.33  |       |
| 18        | 1       | 4   | Billy Morgan          | Reino Unido    | 34.00     | 25.00     | 34.00  |       |
| 18        | 1       | 13  | Mathias Weissenbacher | Áustria        | 20.33     | 34.00     | 34.00  |       |
| 20        | 1       | 24  | Max Kralj Kos         | Eslovênia      | 25.33     | DNS       | 25.33  |       |
| 21        | 1       | 14  | Petar Gyosharkov      | Bulgária       | 11.66     | 23.33     | 23.33  |       |
| 22        | 1       | 22  | David Kordiak         | Eslováquia     | 2.66      | 16.66     | 16.66  |       |
| 23        | 1       | 17  | Anton Mamaev          | Rússia         | 14.00     | 14.00     | 14.00  |       |
| 24        | 1       | 18  | Peter Podlogar        | Eslovênia      | 12.66     | 11.00     | 12.66  |       |
| 25        | 1       | 21  | Simeon Mitrev         | Bulgária       | 4.00      | DNS       | 4.00   |       |
| 1         | 2       | 38  | Roope Tonteri         | Finlândia      | 67.00     | 93.66     | 93.66  | QF    |
| 2         | 2       | 35  | Seamus O'Connor       | Irlanda        | 85.66     | 90.33     | 90.33  | QF    |
| 3         | 2       | 36  | Ryan Stassel          | Estados Unidos | 79.33     | 86.00     | 86.00  | QF    |
| 4         | 2       | 49  | Jan Necas             | Chéquia        | 77.00     | 52.00     | 77.00  | QF    |
| 5         | 2       | 42  | Joris Ouwerkerk       | Países Baixos  | 70.66     | 76.00     | 76.00  | QS    |
| 6         | 2       | 39  | Nuutti Niemelae       | Finlândia      | 40.66     | 75.33     | 75.33  | QS    |
| 7         | 2       | 34  | Niklas Mattsson       | Suécia         | 75.00     | 56.66     | 75.00  | QS    |
| 8         | 2       | 50  | Simon Gruber          | Itália         | 21.00     | 59.66     | 59.66  | QS    |
| 9         | 2       | 47  | Marco Grigis          | Itália         | 26.00     | 57.33     | 57.33  |       |
| 10        | 2       | 45  | Martin Sire           | Noruega        | 55.66     | 32.33     | 55.66  |       |
| 11        | 2       | 40  | Ville Paumola         | Finlândia      | 44.33     | 54.66     | 54.66  |       |
| 12        | 2       | 51  | Tit Stante            | Eslovênia      | 11.66     | 52.00     | 52.00  |       |
| 13        | 2       | 33  | Janne Korpi           | Finlândia      | 51.00     | 9.66      | 51.00  |       |
| 14        | 2       | 55  | Martin Jaureguialzo   | Argentina      | 47.66     | 30.66     | 47.66  |       |
| 15        | 2       | 46  | Chandler Hunt         | Estados Unidos | 17.66     | 46.66     | 46.66  |       |
| 16        | 2       | 32  | Alexey Sobolev        | Rússia         | 46.00     | 40.66     | 46.00  |       |
| 17        | 2       | 41  | Lucas Baume           | Suíça          | 9.33      | 39.33     | 39.33  |       |
| 18        | 2       | 31  | Alois Lindmoser       | Áustria        | 9.66      | 38.00     | 38.00  |       |
| 19        | 2       | 54  | Matyas Szerb          | Hungria        | 37.00     | 18.00     | 37.00  |       |
| 20        | 2       | 53  | Benedek Kis           | Hungria        | 28.33     | 34.33     | 34.33  |       |
| 21        | 2       | 48  | Mikhail Matveev       | Rússia         | 34.00     | 21.66     | 34.00  |       |
| 22        | 2       | 44  | Brett Moody           | Estados Unidos | 23.00     | 28.00     | 28.00  |       |
| 23        | 2       | 52  | Yuriy Chemodurov      | Rússia         | 5.00      | 27.66     | 27.66  |       |
| 24        | 2       | 43  | Florian Prietl        | Áustria        | 7.00      | 27.33     | 27.33  |       |
|           | 2       | 37  | Jamie Nicholls        | Reino Unido    |           |           | DNS    |       |

### Semifinal
A semifinal ocorreu dia 21 de janeiro.
| Colocação | Bib | Nome               | Nacionalidade | Descida 1 | Descida 2 | Melhor | Notas |
| --------- | --- | ------------------ | ------------- | --------- | --------- | ------ | ----- |
| 1         | 6   | Darcy Sharpe       | Canadá        | 90.25     | 53.75     | 90.25  | Q     |
| 2         | 7   | Michael Ciccarelli | Canadá        | 18.75     | 87.25     | 87.25  | Q     |
| 3         | 34  | Niklas Mattsson    | Suécia        | 82.25     | 49.00     | 82.25  |       |
| 4         | 39  | Nuutti Niemelae    | Finlândia     | 81.50     | 24.25     | 81.50  |       |
| 5         | 50  | Simon Gruber       | Itália        | 74.50     | 59.25     | 74.50  |       |
| 6         | 23  | Tatsuki Imamura    | Japão         | 61.25     | 69.00     | 69.00  |       |
| 7         | 19  | Kevin Kok          | Itália        | 19.75     | 17.50     | 19.75  |       |
| 8         | 42  | Joris Ouwerkerk    | Países Baixos | 10.25     | 16.25     | 16.25  |       |

### Final
A final ocorreu em  21 de janeiro. 
| Colocação         | Bib | Nome               | Nacionalidade  | Descida 1 | Descida 2 | Descida 3 | Melhor |
| ----------------- | --- | ------------------ | -------------- | --------- | --------- | --------- | ------ |
| Medalha de ouro   | 36  | Ryan Stassel       | Estados Unidos | 94.00     | 51.00     | 97.50     | 97.50  |
| Medalha de prata  | 38  | Roope Tonteri      | Finlândia      | 60.75     | 90.00     | 93.75     | 93.75  |
| Medalha de bronze | 1   | Kyle Mack          | Estados Unidos | 47.75     | 92.75     | 86.00     | 92.75  |
| 4                 | 6   | Darcy Sharpe       | Canadá         | 90.75     | 21.75     | 56.50     | 90.75  |
| 5                 | 8   | Jonas Bösinger     | Suíça          | 84.00     | 14.25     | 47.50     | 84.00  |
| 6                 | 7   | Michael Ciccarelli | Canadá         | 58.75     | 82.25     | 49.00     | 82.25  |
| 7                 | 49  | Jan Necas          | Chéquia        | 78.75     | 6.50      | 72.75     | 78.75  |
| 8                 | 10  | Philipp Kundratitz | Áustria        | 72.50     | 38.25     | 70.00     | 72.50  |
| 9                 | 3   | Måns Hedberg       | Suécia         | 32.25     | 69.75     | 34.25     | 69.75  |
| 10                | 35  | Seamus O'Connor    | Irlanda        | 54.50     | 48.75     | 2.75      | 54.50  |

Legenda
| Recorde mundial       | Recorde mundial (World record)               |                       | Recorde africano                      | Recorde africano (African) |                                           | Q | Classificado por posição (Qualified) |
| Recorde do campeonato | Recorde do campeonato (Championship record)  | Recorde da América    | Recorde da América (Americas)         | q                          | Classificado por melhor tempo (Qualified) |   |                                      |
| Melhor marca do ano   | Melhor marca do ano (World leading)          | Recorde asiático      | Recorde asiático (Asian)              | DNS                        | Não largou (Did not start)                |   |                                      |
| Recorde nacional      | Recorde nacional (National record)           | Recorde europeu       | Recorde europeu (European)            | DNF                        | Não terminou (Did not finish)             |   |                                      |
| Recorde pessoal       | Recorde pessoal do atleta (Personal best)    | Recorde da Oceania    | Recorde da Oceania (Oceania)          | DSQ / DQ                   | Desclassificado (Disqualified)            |   |                                      |
| Recorde da temporada  | Recorde da temporada do atleta (Season best) | Recorde sul-americano | Recorde sul-americano (South America) | NM                         | Sem marca (No mark)                       |   |                                      |